# Alkaios
Alkaios (oldgræsk: Ἀλκαῖος) (født ca. 620 f.Kr.) var en græsk digter og en af de ni kanoniske lyrikere. Han var samtidig med Sappho og tilhørte aristokratiet i Mytilene på Lesbos. Han var i den forbindelse involveret i forskellige politiske stridigheder.

## Politisk liv
Under en borgerkrig på Lesbos sluttede Alkaios og hans brødre sig til Pittakos' fløj, og de fik fjernet aristokraten Melanchros fra magten. Alkaios kæmpede sammen med Pittakos i et slag imod athenerne ved Sigeion nær Troja, hvor Pittakos besejrede den athenske general Phrynon. Ifølge Herodot flygtede Alkaios fra slaget, og han skal i nogen af sine digte have svaret igen på beskyldninger om fejhed.
Alkaios deltog siden i et mislykket kup mod aristokraten Myrsilos, der havde fået større magt efter Melanchros' fald. Pittakos allierede sig imidlertid med Myrsilos, og Alkaios måtte gå i eksil. Efter Myrsilos' død kom Alkaios åbenbart overens med Pittakos og kunne vende tilbage til Lesbos. Han blev dog snart tvunget i eksil igen, og han rejste helt til Egypten. En af hans brødre tjente samtidig i den babylonske hær under Nebukadnesar 2.

## Digtning
I oldtiden kendte man 10 bøger (bogruller) af Alkaios' digtning, men de er kun bevaret i fragmenter (fortrinsvis i egyptiske papyri og i citater hos senere forfattere). Han ser ud til at have været næsten lige så vel anset som Sappho, idet han nævnes i talrige af samtidens værker om digte- og talekunst. Ét fragment har vakt særlig morskab: "...(kan) tage en bid af agurken?" Der er også observationer af typen "...for vinen er et kighul i mennesket":
Vinen ta'r hans forstand, så han kan lades i fred,
for med hovedet bøjet
klandrer han sit hjerte igen og igen,
og fortryder det han har sagt -
men nu er det for sent at fortryde. 
Alkaios' politiske og militære erfaringer er afspejlet i hans digtning. Vi læser om våben og krig, om skibbrud og om ryggesløse tyranner. Men det er ikke det hele: Alkaios digter også om venskab og kærlighed. En del af hans digte omhandler kærlighed til unge mænd (pæderasti). Hans digtning har formentlig skullet fremføres ved symposier, hvor mænd, der tilhørte samme samfundslag og havde de samme politiske forestillinger, mødtes, drak og sang. Et eksempel på Alkaios' digtning:
| Citat | Ret så usselt et liv lever jeg arme mand her på landet gemt væk, Agesilaïdas, længes efter heroldens stemme, som samlingens bud bringer til folk og råd. Gammel er nu min far, gammel min bedstefar, bor dog i deres by - byen, hvor folk i dag øver ondskab imod hinanden -; men derfra er JEG jaget som flygtning bort til det yderste land. Som Onymakles har jeg slået mig ned her som en ensom ulv, klar til kampen; for fred er ikke det bedste man kan ha' med den stærkere. Guders hellige sted sejled' jeg over til, steg i land fra mit skib på den sorte jord, bor bekvemt herved mødepladsen og holder min fod borte fra farens vej. Lesbos' piger med langt slæbende tøj går her op og ned, og ved dom vælges den skønneste; festens hellige råb omkring dem vidunderlig stærkt toner fra kvinderne ... | Citat |
|       | |       |

Alkaios' digte inspirerede den romerske digter Horats.